# Qaradaş
Qaradaş è un comune dell'Azerbaigian situato nel distretto di Tovuz. Conta una popolazione di 730 abitanti.